# Nascar Craftsman Truck Series 2000
Nascar Craftsman Truck Series 2000 vanns av Greg Biffle.

## Delsegrare
| Bana          | Vinnare        |
| ------------- | -------------- |
| Daytona       | Mike Wallace   |
| Homestead     | Andy Houston   |
| Phoenix       | Joe Ruttman    |
| Mesa Marin    | Mike Wallace   |
| Martinsville  | Bobby Hamilton |
| Portland      | Andy Houston   |
| Gateway       | Jack Sprague   |
| Memphis       | Jack Sprague   |
| Pikes Peak    | Greg Biffle    |
| Evergreen     | Jack Sprague   |
| Texas         | Greg Biffle    |
| Kentucky      | Greg Biffle    |
| Watkins Glen  | Greg Biffle    |
| Milwaukee     | Kurt Busch     |
| New Hampshire | Kurt Busch     |
| Nazareth      | Dennis Setzer  |
| Michigan      | Greg Biffle    |
| Clermont      | Joe Ruttman    |
| Music City    | Randy Tolsma   |
| Chicago       | Joe Ruttman    |
| Richmond      | Rick Carelli   |
| Dover         | Kurt Busch     |
| Texas         | Bryan Reffner  |
| Fontana       | Kurt Busch     |

## Slutställning
| Plats | Förare        | Poäng |
| ----- | ------------- | ----- |
| 1     | Greg Biffle   | 3826  |
| 2     | Kurt Busch    | 3596  |
| 3     | Andy Houston  | 3566  |
| 4     | Mike Wallace  | 3450  |
| 5     | Jack Sprague  | 3316  |
| 6     | Joe Ruttman   | 3278  |
| 7     | Dennis Setzer | 3214  |
| 8     | Randy Tolsma  | 3157  |
| 9     | Bryan Reffner | 3153  |
| 10    | Steve Grissom | 3113  |